# Tippi Hedren
Nathalie Kay "Tippi" Hedren (sinh ngày 19 tháng 1 năm 1930) là một nữ diễn viên người Mỹ, nhà hoạt động vì quyền động vật và là cựu người mẫu thời trang.
Xuất hiện thành công với tư cách một người mẫu thời trang cùng với những người khác trên trang bìa của tạp chí Life và Glamour, Hedren trở thành một nữ diễn viên sau khi cô được đạo diễn Alfred Hitchcock để mắt đến khi xuất hiện trên quảng cáo truyền hình vào năm 1961. Cô đã nhận được sự công nhận của thế giới cho tác phẩm của mình trong hai bộ phim: The Birds (1963), nơi cô đã giành được Quả cầu vàng cùng bộ phim tâm lý tình cảm Marnie (1964). Cô có mặt trong hơn 80 bộ phim và chương trình truyền hình, bao gồm bộ phim cuối cùng của Charlie Chaplin A Countess from Hong Kong (1967), Citizen Ruth (1996) và bộ phim hài hiện đại I Heart Huckabees (2004). Những đóng góp của cô cho điện ảnh thế giới đã được công nhận khi cô vinh dự giành Giải thưởng Jules Verne và có một ngôi sao trên Đại lộ Danh vọng Hollywood.
Cam kết mạnh mẽ của Hedren về giải cứu động vật bắt đầu vào năm 1969 khi cô đang quay hai bộ phim ở châu Phi và được giới thiệu về hoàn cảnh của những con sư tử châu Phi. Trong nỗ lực nâng cao nhận thức cho động vật hoang dã, cô đã dành hơn một thập kỷ để đưa Roar (1981) lên màn ảnh. Cô bắt đầu lập ra tổ chức phi lợi nhuận của riêng mình là Roar Foundation vào năm 1983, hỗ trợ Khu bảo tồn Shambala, rộng 80 mẫu Anh (32 ha), là môi trường sống hoang dã cho phép Hedren tiếp tục công việc chăm sóc, bảo vệ các loài sư tử và hổ. Hedren cũng đã thiết lập các chương trình cứu trợ trên toàn thế giới nhằm ứng phó với động đất, bão, nạn đói và chiến tranh. Cô cũng là người khởi xướng cho việc phát triển các tiệm làm móng của người Mỹ gốc Việt tại Hoa Kỳ.

## Thiếu thời
Nathalie Kay Hedren sinh ra ở New Ulm, Minnesota, vào ngày 19 tháng 1 năm 1930, bố là Bernard Carl (1893-1979) và mẹ là Dorothea Henrietta (nhũ danh Eckhardt; 1899-1994). Trong phần lớn sự nghiệp, năm sinh của cô thường được biết là 1935. Tuy nhiên, vào năm 2004, cô thừa nhận rằng bản thân sinh năm 1930 (phù hợp với sổ đăng ký khai sinh tại Hội lịch sử Minnesota). Ông bà nội của Hedren là người nhập cư gốc Thụy Điển, mẹ cô là người gốc Đức và Na Uy. Cha của cô đã điều hành một cửa hàng tổng hợp nhỏ ở Lafayette, Minnesota và đặt cho cô biệt danh "Tippi". Khi lên bốn, Hedren cùng gia đình chuyển đến Minneapolis. Cô còn có một chị gái tên Patricia (sinh năm 1926). Khi còn là thiếu niên, Hedren tham gia các buổi trình diễn thời trang ở cửa hàng. Cha mẹ cô chuyển đến California khi cô còn là học sinh trung học.
Khi đến sinh nhật lần thứ 20, Hedren đến thành phố New York, gia nhập tổ chức Eileen Ford Agency. Trong vòng một năm, cô ra mắt bộ phim không chính thức với vai phụ trong bộ phim hài nhạc kịch The Petty Girl. Trong các cuộc phỏng vấn, Hedren thường đề cập đến The Birds, cho đó là vai diễn đầu tiên của cô. Mặc dù nhận được nhiều lời mời đóng phim, tuy nhiên, trong thời gian này, Hedren không có hứng thú với diễn xuất vì cô không hy vọng mình sẽ thành công. Trong lĩnh vực người mẫu, Hedren có một sự nghiệp rất thành công trong thập niên 50 và đầu những năm 1960, xuất hiện trên trang bìa của Life, The Saturday evening Post, McCall's, và Glamour. Năm 1961, sau bảy năm kết hôn với nam diễn viên Peter Griffith, Hedren ly dị và trở về California cùng con gái Melanie và thuê một ngôi nhà đắt tiền ở Sherman Oaks. Cô từng nói: "Tôi nghĩ rằng tôi có thể tiếp tục sự nghiệp của mình như ở New York. Tôi nghĩ mọi thứ sẽ ổn, và nó đã không xảy ra. Vì vậy, tôi nghĩ rằng, không làm việc văn phòng thì sẽ làm gì đây? "